# 於呂
於呂（おろ）は静岡県浜松市浜名区の大字。住居表示未実施。

## 地理
浜松市浜名区の東部に位置する。東で豊保及び天竜区二俣町南鹿島、西で根堅及び尾野、南で新原、北で天竜区二俣町鹿島と接する。天竜病院周辺にも飛地がある。飛地は東で天竜区二俣町鹿島、西・南で根堅、北で天竜区渡ケ島と接する。

### 河川
- 荒巻川
- 八幡川

## 歴史

### 町名の由来
崖を意味する地形から起きたことに由来する。

### 沿革
- 1889年（明治22年）4月1日 - 町村制の施行により、豊田郡於呂村が周辺の村と合併し、豊田郡赤佐村となる[WEB 8]。旧村名は赤佐村の大字として残る[WEB 9]。
- 1896年（明治29年）4月1日 - 郡制の施行により、赤佐村の所属郡が浜名郡に変更となる。
- 1956年（昭和31年）4月1日 – 赤佐村が周辺の町村と合併して浜北町となる。
- 1963年（昭和38年）7月1日 – 浜北町が市制施行して浜北市となる。
- 2005年（平成17年）7月1日 – 浜北市外10市町村が浜松市に編入される。
- 2007年（平成19年）4月1日 - 浜松市が政令指定都市となる。於呂は浜北区の一部となる。
- 2024年（令和6年）1月1日 - 浜松市の行政区再編により、於呂は浜名区の一部となる。

## 施設
- 浜松市立赤佐幼稚園
- 浜松市立赤佐西幼稚園
- 社会福祉法人天竜厚生会 子育てセンターしばもと
- 浜松市立赤佐小学校
- 浜松市立浜北北部中学校
- 浜松市消防局浜北消防署赤佐出張所
- 遠州鉄道遠州芝本駅、遠州岩水寺駅
- 医療法人社団三誠会 北斗わかば病院
- 遠州信用金庫赤佐支店
- 赤佐郵便局
- ピアゴ於呂店
- スーパーこでら赤佐店
- 杏林堂薬局於呂店
- セブン-イレブン浜北於呂店
- ミニストップ浜松於呂店
- apollostation岩水SS（有限会社佐田石油店が運営）
- 静岡県企業局西部事務所於呂出張所・於呂浄水場
- 御馬ヶ池緑地
- 曹洞宗 神秀山 西光院
- 曹洞宗 慈眼寺
- 於呂神社
- 八幡神社

## 交通

### 鉄道
- 遠州鉄道線：（新浜松 方面 - ）遠州芝本 - 遠州岩水寺（ - 西鹿島 方面）
- 天竜浜名湖鉄道線

### バス
- 遠鉄バス秋葉線・鹿島線：（厚生会 方面 - ）天竜病院上 - 天竜病院（ - 山東・春野 方面）
- 浜松市浜北コミュニティバス赤佐中瀬線：（浜北駅 方面 - ）北斗わかば病院 - 芝本駅 - ピアゴ於呂店（ - 上島区民センター 方面）
  - 浜松バスに委託
  - 月・木曜運行、年末年始は運休

### 道路
- 新東名高速道路
- 国道152号（浜北天竜バイパス・飛龍街道）

## その他

### 学区
小学校・中学校の学区は以下の通りである。
- 浜松市立赤佐小学校
- 浜松市立浜北北部中学校

### 警察
警察の管轄区域は以下の通りである。
| 番・番地等         | 警察署     | 交番・駐在所       |
| ------------------ | ---------- | ------------------ |
| 全域（一部を除く） | 浜北警察署 | 浜北北部交番       |
| 一部               | 天竜警察署 | 西鹿島警察官駐在所 |

### 消防
消防の管轄区域は以下の通りである。
| 番・番地等 | 消防署     | 本署/出張所 |
| ---------- | ---------- | ----------- |
| 全域       | 浜北消防署 | 赤佐出張所  |

### WEB
1. ↑  “h02_22.csv”.   総務省 (2022年2月10日). 2024年10月20日閲覧。
2. ↑  “静岡県浜松市浜北区於呂 (221360290)｜国勢調査町丁・字等別境界データセット”.   人文学オープンデータ共同利用センター. 2024年10月22日閲覧。
3. ↑  “静岡県 浜松市浜名区 於呂の郵便番号 - 日本郵便”.   日本郵便. 2024年10月20日閲覧。
4. ↑  “市外局番の一覧”.   総務省 (2022年3月1日). 2024年10月20日閲覧。
5. ↑  “事業所案内及び管轄地域（事務所3件、分室3件）”.   一般社団法人静岡県自動車会議所. 2024年10月20日閲覧。
6. ↑  “住居表示実施状況／浜松市”.   浜松市 (2024年1月4日). 2024年10月20日閲覧。
7. ↑  “解説ページ”.   株式会社エア. 2024年12月10日閲覧。
8. ↑  “historyofcities.pdf”.   静岡県総務部合併推進室・財団法人静岡県市町村振興協会. 2024年10月20日閲覧。
9. ↑  “解説ページ”.   株式会社エア. 2024年10月20日閲覧。
10. ↑  “学校名から探す／浜松市”.   浜松市 (2024年1月1日). 2024年10月20日閲覧。
11. ↑  “浜北北部交番｜静岡県警察”.   静岡県警察 (2024年1月1日). 2024年10月20日閲覧。
12. ↑  “西鹿島駐在所｜静岡県警察”.   静岡県警察 (2023年1月11日). 2024年10月21日閲覧。
13. ↑  “消防署の町別管轄「お」／浜松市”.   浜松市 (2024年3月21日). 2024年10月20日閲覧。